# Maurice Joly
Maurice Joly (Lons-le-Saunier, 22 settembre 1829 – Parigi, 15 luglio 1878) è stato uno scrittore, giornalista e avvocato francese, noto soprattutto per la sua opera di satira politica del 1864 Dialogue aux Enfers entre Machiavel et Montesquieu, libro pubblicato inizialmente anonimamente a Bruxelles, Belgio, e che in seguito fu la principale fonte per la stesura - da parte dell'Ochrana -  dei Protocolli dei savi di Sion.

## Curiosità
Nel romanzo storico Il cimitero di Praga di Umberto Eco, Simone Simonini, personaggio principale di fantasia dell'opera incontra diverse volte nel corso della storia Maurice Joly e lo elimina per non far scoprire ai servizi segreti che entrambi si sono ispirati a Eugène Sue. Il primo per comporre i propri rapporti e Joly per la scrittura dell'opera satirica “Dialoghi all’Inferno tra Machiavelli e Montesquieu”.